# Relaxin' with the Miles Davis Quintet
Albums de Miles Davis
Cookin' with the Miles Davis Quintet
(1955) Steamin' with the Miles Davis Quintet
(1957)
Relaxin' with the Miles Davis Quintet est un album de Miles Davis enregistré en 1956. Les deux séances du 11 mai et du 26 octobre 1956 ont donné naissance à cet album et à trois autres : Cookin' with the Miles Davis Quintet, Steamin' with the Miles Davis Quintet et Workin' with the Miles Davis Quintet.

## Titres
| Piste | Titre du morceau       | Composé par                         | Durée |
| ----- | ---------------------- | ----------------------------------- | ----- |
| 1.    | If I Were A Bell       | Frank Loesser                       | 8:13  |
| 2.    | You're My Everything   | Mort Dixon, Joe Young, Harry Warren | 5:15  |
| 3.    | I Could Write a Book   | Richard Rodgers, Lorenz Hart        | 5:06  |
| 4.    | Oleo                   | Sonny Rollins                       | 6:15  |
| 5.    | It Could Happen to You | Johnny Burke, Jimmy Van Heusen      | 6:34  |
| 6.    | Woody'n You            | Dizzy Gillespie                     | 4:59  |

## Séances
Les quatre premières pistes sont issues de la séance du 26 octobre 1956, les deux dernières de celle du 11 mai 1956.

## Quintet
- Miles Davis - trompette
- John Coltrane - saxophone ténor
- Philly Joe Jones - batterie
- Red Garland - piano
- Paul Chambers - contrebasse